# Krapivinszkiji járás
A Krapivinszkiji járás (oroszul Крапи́винский райо́н) Oroszország egyik járása a Kemerovói területen. Székhelye Krapivinszkij.

## Népesség
- 1989-ben 31 357 lakosa volt.
- 2002-ben 27 658 lakosa volt.
- 2010-ben 24 533 lakosa volt, melynek 92,4%-a orosz, 3,1%-a német, 1,8%-a csuvas, 0,8%-a ukrán, 0,4%-a tatár stb.